# Supetar

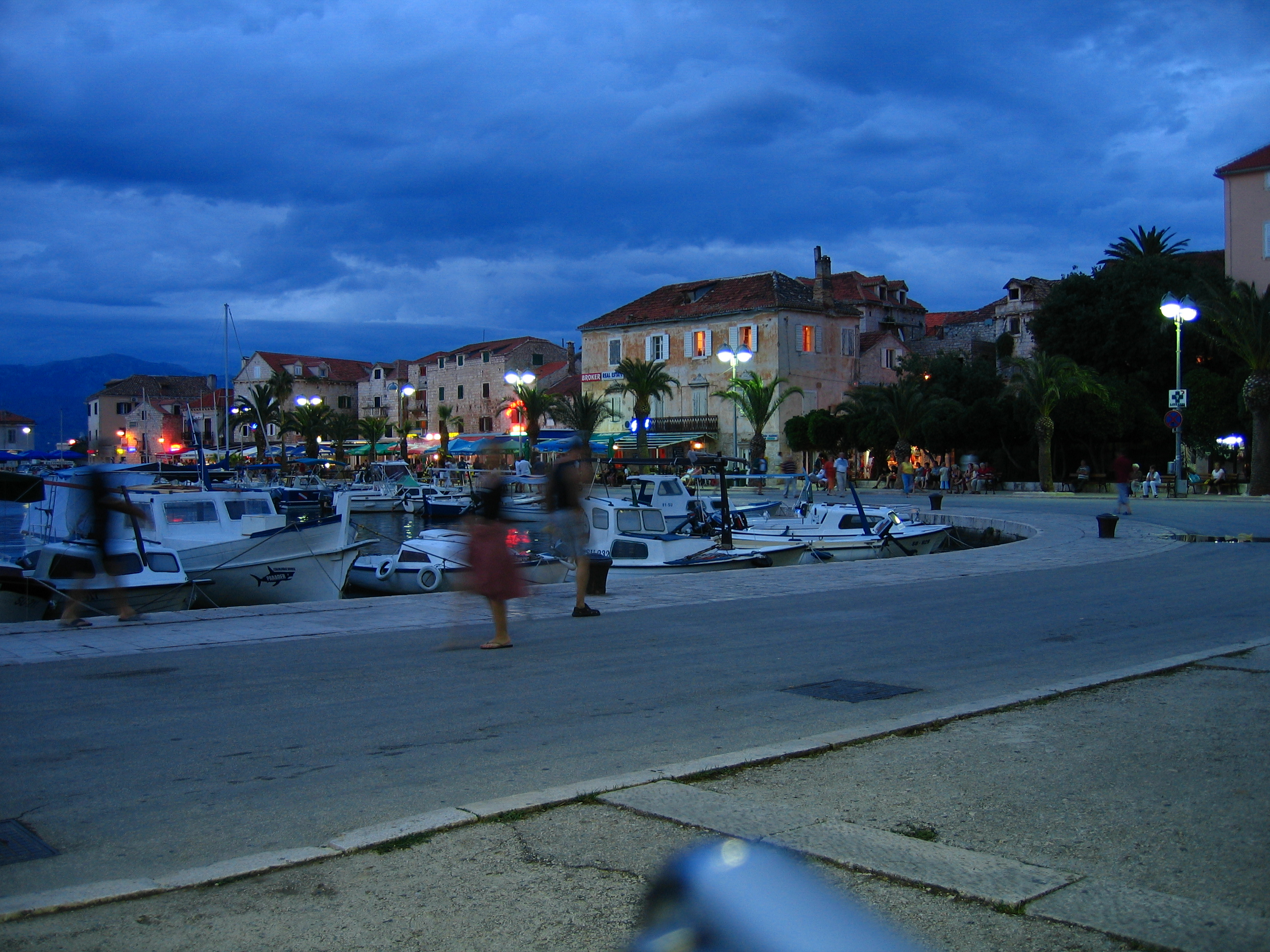

Supetar (wł. San Pietro di Brazza) – miasto w Chorwacji, w żupanii splicko-dalmatyńskiej, siedziba miasta Supetar. Leży na północnym wybrzeżu dalmatyńskiej wyspy Brač. W 2011 roku liczył 3213 mieszkańców.
Linia promowa łączy Supetar ze Splitem. Usytuowany jest w zatoce Św. Piotra i stąd wywodzi się jego nazwa. Supetar dziś się zalicza do głównych chorwackich centrów turystycznych. Centrum miasta stanowi targ i plac wokół portu promowego i promenada nadmorska (Porat) z kawiarniami i restauracjami regionalnymi. Z miastem od 1921 roku związany był artysta rzeźbiarz Ivan Rendić.
Do najważniejszych obiektów miasta należą:
- kościół Wniebowzięcia NMP z XVIII wieku,
- secesyjne, okazałe mauzoleum rodziny Petrinović otoczone również secesyjnymi nagrobkami, częściowo zrealizowanymi przez Ivana Rendicia,
- pomnik Ivana Rendicia, który usiłował z miasta stworzyć kolonię artystyczną (bezskutecznie),
- galeria Ivana Rendicia w pobliżu portu,
- malownicze dzielnice niewielkich uliczek: Dolac i Glavica.